# Fabián García Pacheco
Fabián García Pacheco (Escalonilla, 19 de enero de 1725 - Madrid, 1808) fue un músico y compositor español.

## Resumen biográfico
Hijo de Alfonso García Pacheco, natural de Toledo y en su momento regidor de la ciudad, y de María Teresa Sánchez, nacida en Cuerva, a la edad de diez años ingresó como seise en la Catedral de Toledo, donde realizó su formación musical con el maestro Jaume Casellas. En 1756 se trasladó a Madrid, donde fue empleado como maestro de capilla en la Iglesia de la Soledad, y en 1770 en el Convento de Nuestra Señora de las Victorias.

## Obra musical
Compositor prolífico, su obra abarcó desde sainetes y música teatral hasta música sacra. Esta última gozó de buena reputación en América, por lo que sus obras se encuentran dispersas en sitios tan alejados como las catedrales de Cuenca,  Las Palmas, Sucre (Bolivia), Guatemala, Lima, y en la Biblioteca del Escorial.